# Marie Madeleine Dioubaté
Pour les articles homonymes, voir Dioubaté.
Marie Madeleine Dioubaté, née en 1967 à Kankan en république de Guinée, est une entrepreneure, consultante, lobbyiste et femme politique guinéenne.

## Biographie
Marie Madeleine Dioubaté née à Kankan 1967, d’une mère française, Elle est diplômée de commerce et en gestion en France. En Guinée, c'est dans le secteur de l'agriculture et des mines qu'elle est active.
Son père, membre fondateur du rassemblement du peuple de Guinée (RPG) du professeur Alpha Condé a longtemps vécu en Côte d'Ivoire comme exilé.
Marie Madeleine Valéry Diabaté n'a donc vécu que très peu de temps dans son pays d'origine. Ce qui fait d'elle la moins connue.

## Parcours politique
En 2015, Marie Madeleine est la seule femme à se présenter à la présidentielle en Guinée et fini dernière sur les 8 candidat avec 0,33 % des suffrages exprimes,.

## Polémique
En mai, elle est déclare être victime de vol d’un diamant 43 carats, évalué d’après elle à 45 millions d’euros. C’est en voulant faire certifier la pierre qu’elle aurait été victime d’une escroquerie, le 23 mai 2019 à l'Hôtel Warwick (en). Depuis, elle a porté plainte. La brigade de répression du banditisme de la police judiciaire de Paris a été rapidement chargée de l’enquête,.
En Guinée, le mercredi 13 octobre 2021, à l’issue des réquisitions et plaidoiries, le parquet de Dixinn avait requis trois ans de prison contre Marie-Madeleine Dioubaté, au paiement de 45 millions d’euros à titre principal et 10 milliards GNF pour les dommages et intérêts. Le procureur avait d’ailleurs exigé qu’un mandat d’arrêt soit émis contre elle,.